# Lijst van computerpioniers
Dit is een lijst van computerpioniers: mensen die iets uitgevonden hebben dat van belang is voor (de ontwikkeling van) computers of die het technische gebied hebben uitgebreid.

## A
- Frances E. Allen: pionier op het gebied van compilers, code-optimalisatie en parallel programmeren, eerste vrouw die de Turing Award heeft ontvangen
- Kathleen Antonelli: een van de zes oorspronkelijke programmeurs van de ENIAC, de eerste programmeerbare elektronische computer

## B
- Charles Babbage: eerste programmeerbare rekenmachine
- John Backus en Peter Naur: Backus-Naur form
- Jean Bartik: een van de zes oorspronkelijke programmeurs en teamleiders van de ENIAC, de eerste programmeerbare elektronische computer
- Tim Berners-Lee: World Wide Web, semantisch web
- Gerrit Blaauw: architectuur mainframecomputer IBM360
- George Boole: booleaanse algebra
- Dan Bricklin: de eerste spreadsheetapplicatie (VisiCalc)

## C
- Vinton Cerf: TCP/IP
- Alonzo Church: lambdacalculus
- Edgar F. Codd: relationele database

## D
- Ole-Johan Dahl: programmeertaal Simula, objectgeoriënteerd programmeren
- Edsger Dijkstra: gestructureerd programmeren, predicatencalculus, semaforen, medeontwikkelaar van het THE-besturingssysteem

## E
- Douglas Engelbart: uitvinder muis, pionier grafische interfaces

## F
- Bob Frankston: ontwikkelen van de eerste spreadsheetapplicatie (VisiCalc)

## G
- David Gries: uitbreiding van predicatencalculus voor het gedistribueerd programmeren

## H
- Tony Hoare: predicatencalculus, quicksort
- Betty Holberton: een van de zes oorspronkelijke programmeurs van de ENIAC, en mede-ontwikkelaar van het prototype van alle programmeertalen
- Grace Hopper: ontwikkeling van de compiler, symbolische wiskunde

## J
- Joseph-Marie Jacquard: weefmachine bestuurd door ponskaarten

## K
- Robert Kahn: TCP/IP
- Brian Kernighan: een van de grondleggers van de programmeertaal C
- Tom Kilburn: hoofdontwikkelaar van het Manchester Atlas System, het eerste computersysteem dat aangedreven werd door een besturingssysteem; hoofdontwikkelaar van de Supervisor, besturingssysteem voor de Atlasmachine, dat concepten introduceerde die nog altijd gebruikt worden in moderne besturingssystemen
- Gary Kildall: ontwerper CP/M
- Donald Knuth: LR-parsing, TeX
- Alan Kay: grondlegger objectgeoriënteerd programmeren

## L
- Ada Lovelace: ontwerpster van het eerste computerprogramma

## M
- John McCarthy: abstracte syntaxis
- Robert Metcalfe: ontwikkelaar Ethernet, wet van Metcalfe
- Gordon Moore: oprichter van Intel, wet van Moore

## N
- John von Neumann: computerprogramma in computergeheugen
- Kristen Nygaard: programmeertaal Simula, objectgeoriënteerd programmeren

## O
- Karen Owicki: uitbreiding van predicatencalculus voor het gedistribueerd programmeren

## P
- Blaise Pascal: Pascaline en andere rekenmachines
- Chuck Peddle: de MOS 6502-processor
- Radia Perlman: uitvinder van het spanning-tree protocol (STP), dat van fundamenteel belang is voor de werking van netwerkbruggen
- Willem van der Poel: de eerste automatische rekenmachines in Nederland, PTERA en ZEBRA

## R
- Dennis Ritchie: een van de grondleggers van de programmeertaal C, een van de ontwikkelaars van het eerste Unix-systeem

## T
- Robert Taylor: hoofdonderzoeker bij ARPA, mede-ontwikkelaar van de eerste internetnetwerken
- Ken Thompson: ontwikkelaar van het eerste Unix-systeem
- Alan Turing: turingmachine, turingtest

## V
- Martinus Veltman, pionier symbolisch wiskundeprogramma Schoonschip
- Paul Vixie, ontwerper van het DNS-protocol en software-ontwikkelaar (van onder meer BIND en Vixie Cron) van ISC

## W
- Adriaan van Wijngaarden: Algol 68
- Niklaus Wirth:  Algol (programmeertaal), Pascal (programmeertaal), Modula-2
- Sophie Wilson: ontwikkelaar van onder meer de Acorn System 1, andere Acorn computers en de ARM RISC processoren met de bijbehorende instructieset.

## Z
- Konrad Zuse: eerste programmeertaal, pionier digitale computers

## Anderzijds bekende computergezichten
- Bill Gates: medeoprichter Microsoft, marketing van computersoftware
- Steve Jobs: medeoprichter Apple Computer, eerste commercieel beschikbare computer met grafische interface en muis
- Richard M. Stallman: vrije software, copyleft, GNU
- Marleen Stikker: oprichter van De Digitale Stad een virtuele gemeenschap die wordt gezien als voorloper van sociale media
- Andrew S. Tanenbaum: ontwikkelaar van het besturingssysteem Minix, een kloon van Unix
- Linus Torvalds: de Linuxkernel, een populaire variant van de Minixkernel
- Steve Wozniak: medeoprichter Apple Computer, eerste commercieel beschikbare computer met grafische interface en muis